# 마일스 아민
마일스 나젬 아민 물라로니(영어·이탈리아어: Myles Nazem Amine Mularoni, 1996년 12월 14일~)는 미국 태생 산마리노의 레슬링 선수이다. 그의 외증조할아버지가 산마리노 국민이기에 국제 스포츠 대회에서 산마리노 대표로 출전한다.
2019년 세계 선수권 대회 자유형 86kg에서 4강까지 진출했기 때문에 도쿄에서 열리는 2020년 하계 올림픽에 참가할 수 있게 되었으며, 도쿄 올림픽에서 동메달을 획득했다.